# Julien Civange
 (janvier 2012).
Julien Civange est un musicien, auteur, compositeur et producteur français né à Paris le 19 mars 1969.
De ses débuts à l’âge de dix ans comme DJ sur la radio libre Carbone 14 aux premières 
parties avec son groupe La Place, des Rolling Stones (Olympia 1995), de David Bowie (avec Tin Machine, La Cigale 1989)  ou des Simple Minds lors de leurs tournées françaises, de la production du disque anniversaire des 50 ans d’Emmaüs Emmaüs Mouvement (1999) auquel participent Joe Strummer, Jean-Louis Aubert, Marianne Faithfull, Manu Chao, Air, IAM, Linton Kwesi Johnson, les Rita Mitsouko, -  à la composition pour le cinéma, ou pour le théâtre, Julien Civange explore régulièrement de nouveaux territoires.
En 2005, son œuvre musicale Music2titan a été mise à bord de la sonde Huygens à destination de Saturne et Titan, dans « le but de laisser une trace d’humanité dans l'espace », en partenariat avec l’Agence spatiale européenne (ESA), la NASA.

## Contributions artistiques
- Emmaüs Mouvement (1999)
- Music2titan (2005)

## Cinéma
- 2007 : Faut que ça danse ! de Noémie Lvovsky avec Jean-Pierre Marielle (Salomon Bellinsky), Valeria Bruni Tedeschi (Sarah), Sabine Azéma (Violette), Bulle Ogier (Geneviève), Bakary Sangaré (M.Mootoosamy)
- Nominations : 3 nominations aux César 2008 (France).
- 2007 : Actrices de Valeria Bruni Tedeschi avec Valeria Bruni Tedeschi (Marcelline), Noémie Lvovsky (Nathalie), Mathieu Amalric (Denis), Louis Garrel (Éric), Valeria Golino (Nathalia Petrovna), Marisa Borini (la mère), Maurice Garrel  (le père).
- Récompense[2] : sélection officielle du soixantième festival de Cannes - Prix spécial du jury dans la section "un certain regard". Nominations : César 2008 (France), Marrakech International Film Festival 2007 (Maroc)
- 2003 : Innocents - The Dreamers de Bernardo Bertolucci avec Michael Pitt (Matthew), Eva Green (Isabelle), Louis Garrel (Théo).
- Nominations 2004 : David Di Donatello Awards, European Film awards,
- Golden Globes Italy, Golden Trailer Awards,Goya Awards, Italian National Syndicate of FIlm Journalists.
- 2002 : Choses secrètes de Jean-Claude Brisseau avec Coralie Revel (Nathalie), Sabrina Seyvecou (Sandrine)
- 2002 : Looking for Jimmy de Julie Delpy avec Julie Delpy (Al), Emily Wagner (V), Billy Wirth (Billy), Bruce Ramsay (Puma), Freddy Savino (Freddy)
- 2001 : Roberto Succo de Cédric Kahn avec Stefano Cassetti (Kurt), Isild Le Besco (Léa), Patrick Dell'Isola (Thomas) - Film présenté en sélection officielle du festival de Cannes.

## Animation
- 2003 : T'es où mère-grand ? de François Chalet. Nomination au Camério Meilleur Scénario au festival Carrousel de Rimouski (Québec)[3]
- 2003 : Marika et le loup de Marie Caillou. Nomination au Camério Meilleur Scénario au festival Carrousel de Rimouski (Québec)[3]
- 2003 : Micro-loup de Richard McGuire. Nomination au Camério Meilleur Scénario au festival Carrousel de Rimouski (Québec)[3]

## Court-Métrage
2003 : Rêver de Juan Pittaluga, avec Julie Gayet, Thibault de Montalembert

## Théâtre
- Hamlet (2003) coproduction du théâtre des Amandiers de Nanterre et du Théâtre du Nouveau monde de Montréal mise en scène de Moshe Leiser et Patrice Caurier, Avec Charles Berling, Gabriel Arcand, Christiane Cohendy, Maurice Deschamps
- Caligula, mise en scène de Charles Berling au théâtre de l'Atelier (2006) avec Charles Berling, Lyes Salem, Roland Depauw, Attila Toth, Afra Waldhor, Madi Dermé

## Art plastique, photographie
- The Diary of John Doe -  The Red Room & The White Room - Création musicale pour l'installation The Diary of John Doe de Bryan McCormack
- Lude, photographies de Joséphine Michel - éditions Filigrane -
- Up / Down / Out avec Nicolas Merault et Bryan McCormack
- See nothing, Hear nothing, Know nothing de Bryan McCormack

## Controverse
Des sociétés créées par Julien Civange auraient gagné des marchés à hauteur de 3,5 millions de dollars, sans appel d'offres, pour le Fonds mondial de lutte contre le sida, à la demande de Carla Bruni-Sarkozy, dont il est l'un des proches au point d'avoir assisté à son mariage. Il aurait également créé le site de la Fondation Carla Bruni-Sarkozy en étant rémunéré par le Fonds mondial de lutte contre le sida, la tuberculose et le paludisme et l'Élysée.
Ces marchés auraient conduit à la démission de Michel Kazatchkine, président du fonds mondial contre le sida, fin mai 2012, après la présidentielle,..
Le site Internet aurait coûté 410 000 € à l'Élysée, soit 330 000 € en 2011 et 80 000 € en 2012, selon le site Reflets qui s'appuie sur un rapport de la Cour des comptes sur le budget de l'Élysée en 2012.